# Reteporella
Reteporella är ett släkte av mossdjur som beskrevs av George Busk 1884. Reteporella ingår i familjen Phidoloporidae.
Släktet Reteporella indelas i:
- Reteporella abnormis
- Reteporella abyssinica
- Reteporella alberti
- Reteporella antarctica
- Reteporella antennula
- Reteporella aporosa
- Reteporella aquitanica
- Reteporella arborea
- Reteporella atlantica
- Reteporella aurantiaca
- Reteporella aurantium
- Reteporella axillaris
- Reteporella beaniana
- Reteporella bullata
- Reteporella carinata
- Reteporella cellulosa
- Reteporella clancularia
- Reteporella clypeata
- Reteporella complanata
- Reteporella concinna
- Reteporella concinnoides
- Reteporella constricta
- Reteporella couchii
- Reteporella cyclostoma
- Reteporella defensa
- Reteporella dinotorhynchus
- Reteporella dorsoporata
- Reteporella dumosa
- Reteporella elegans
- Reteporella erugata
- Reteporella fenestrata
- Reteporella ferox
- Reteporella feuerbornii
- Reteporella fimbriata
- Reteporella fissa
- Reteporella fistula
- Reteporella flabellata
- Reteporella frigida
- Reteporella frigidoidea
- Reteporella gelida
- Reteporella gigantea
- Reteporella gilchristi
- Reteporella gracilis
- Reteporella graeffei
- Reteporella granti
- Reteporella granulata
- Reteporella grimaldii
- Reteporella harmeri
- Reteporella hincksii
- Reteporella hippocrepis
- Reteporella incognita
- Reteporella jermanensis
- Reteporella jullieni
- Reteporella laciniata
- Reteporella laevigata
- Reteporella lata
- Reteporella laxipes
- Reteporella lepralioides
- Reteporella ligulata
- Reteporella longichila
- Reteporella longicollis
- Reteporella longifissa
- Reteporella magellensis
- Reteporella malleata
- Reteporella malleatia
- Reteporella marsupiata
- Reteporella mediterranea
- Reteporella millespinae
- Reteporella monomorpha
- Reteporella nanshaensis
- Reteporella obtecta
- Reteporella parallelata
- Reteporella parva
- Reteporella pelecanus
- Reteporella porcellana
- Reteporella prominens
- Reteporella protecta
- Reteporella pseudofinis
- Reteporella quadripora
- Reteporella reginae
- Reteporella reticulata
- Reteporella smitti
- Reteporella sparteli
- Reteporella spinosissima
- Reteporella sudbournensis
- Reteporella sudbourniensis
- Reteporella suluensis
- Reteporella syrtoxylon
- Reteporella tenuitelifera
- Reteporella terebrata
- Reteporella trabeculifera
- Reteporella tristis
- Reteporella tuberosa
- Reteporella unguicula
- Reteporella vallata
- Reteporella watersi
- Reteporella verecunda